# Greeley, Kansas
Greeley är en ort i Anderson County i Kansas. Vid 2010 års folkräkning hade Greeley 302 invånare.